# La Salzadella

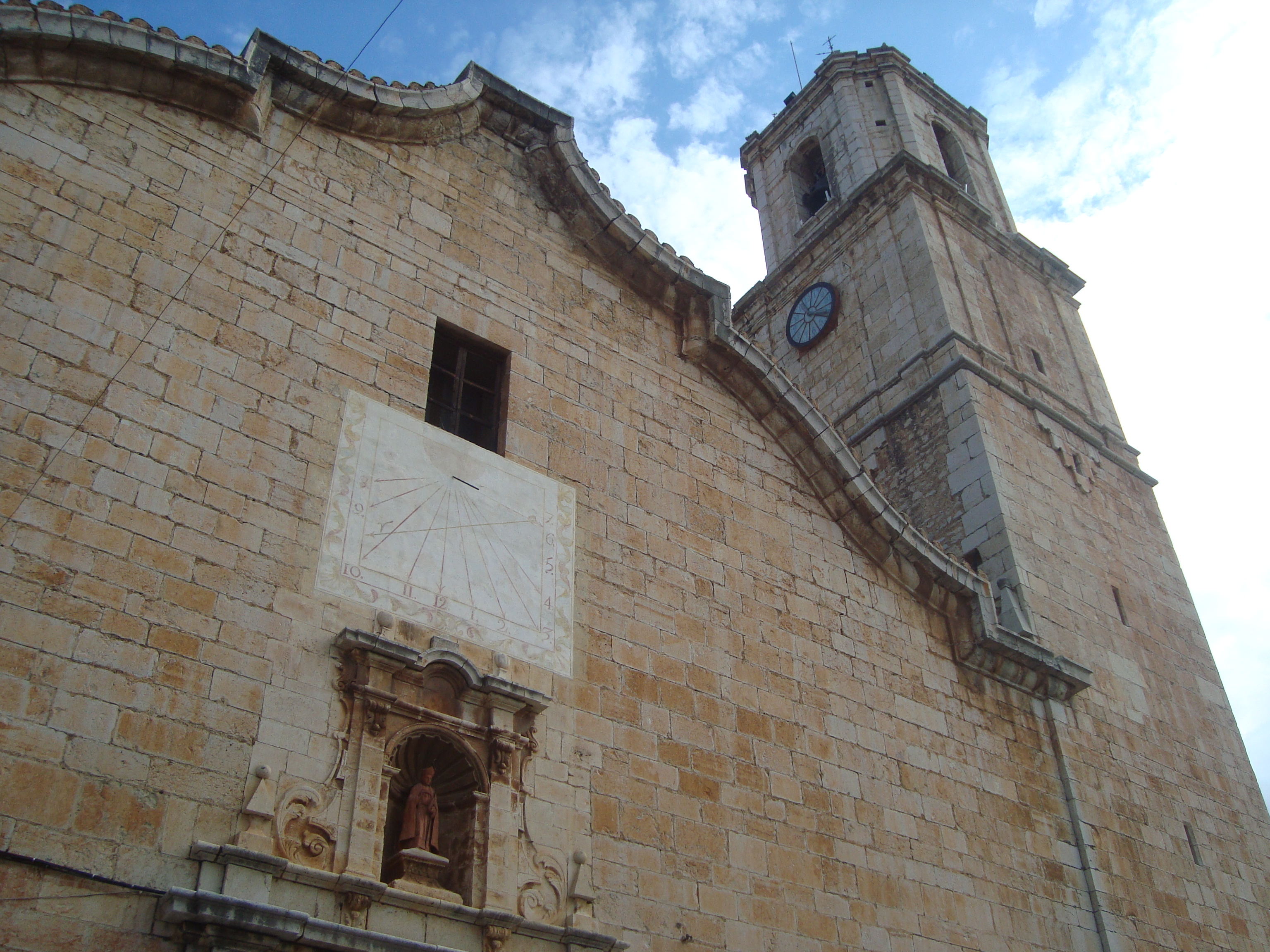
Església parroquial de l'Assumpció (La Salzadella)

La Salzadella è un comune spagnolo di 806 abitanti situato nella comunità autonoma Valenciana.

## Altri progetti

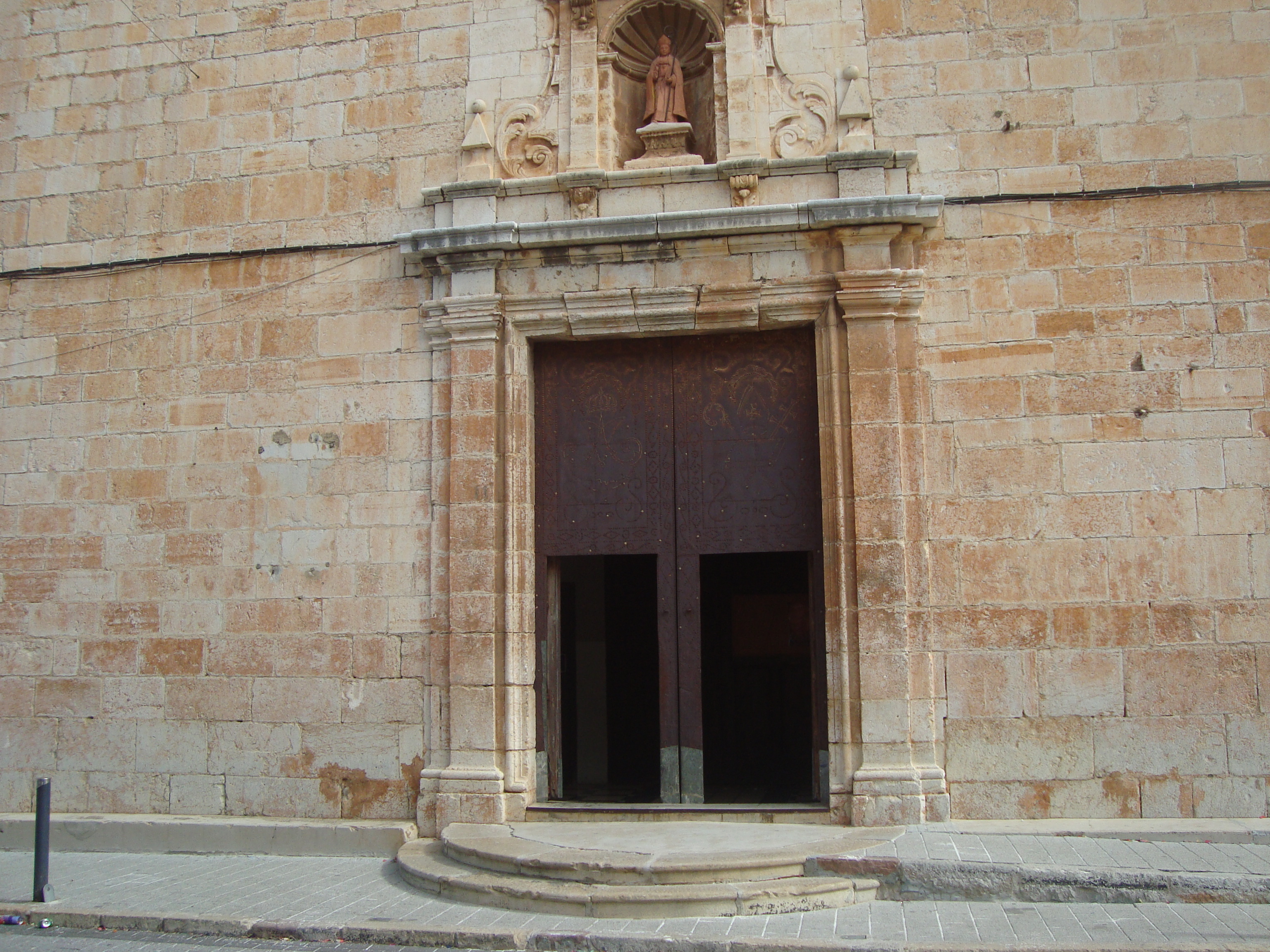
Iglesia Parroquial Nuestra Sra. de la Asunción (La Salzadella)